# GRITS
Grits es un grupo cristiano de hip hop estadounidense originario de Nashville, Tennessee. Su nombre es un acrónimo, que significa "Revolución gramatical en el Espíritu" (en inglés, "Grammatical Revolution In the Spirit"). GRITS está compuesto por Stacey "Coffee" Jones y Teron "Bonafide" Carter, quienes eran bailarines de DC Talk.
Su canción "Ooh Ahh" es la canción más trascendente del grupo, por la cual obtuvieron certificación Platino por la RIAA en 2019. La canción ha aparecido en el programa de MTV My Super Sweet 16, y es utilizado como tema musical de The Buried Life y en las bandas sonoras de The Fast and the Furious: Tokyo Drift y Big Momma's House 2. Su canción "Tennessee Bwoys" se utilizó en el popular programa de televisión Pimp My Ride. GRITS grabó un remix de la música de entrada del luchador profesional AJ Styles y la realizó en el episodio del 28 de mayo de 2009 de TNA Impact.

## Fondo
El dúo cristiano de hip hop comenzó en 1995, con Teron David "Bonafide" Carter, (17 de enero de 1971) y Stacy Bernhard "Coffee" Jones (8 de septiembre de 1972 ) formando el grupo en Nashville, Tennessee.
GRITS es un acrónimo que significa "Revolución gramatical en el Espíritu". Ambos acreditaron la inspiración de su rap al escuchar DC Talk, cuando se encontraron por primera vez en 1990. Esta es la razón por la que el dúo firmó con Gotee Records, un sello fundado por el miembro de DC Talk, TobyMac, donde fueron uno de sus primeros firmantes y lanzaron siete álbumes, siendo el octavo lanzado por Gotee y AudioGoat en conjunto. En 2014, Gotee Records anunció que la canción GRITS "Ooh Ahh" obtuvo la certificación RIAA Digital Gold, que superó las 500,000 descargas. Han aparecido en Cornerstone Festival y Rock the Universe. Además, su canción "Bobbin Bouncin" se agregó a la lista de canciones del videojuego Project Gotham Racing 4.
También se los considera uno de los grupos pioneros en el movimiento cristiano del hip hop, mientras que finalmente comenzaron su propio sello discográfico, Revolution Art, en 2007, donde se conoció por primera vez como 5E Entertainment. Explicaron que era como graduarse de la escuela dejando Gotee Records y fundando su propio sello.

## Estilo
Principalmente, su estilo es hip hop alternativo y rap sureño, mientras que varias de sus canciones tienen influencias pop, por lo tanto, es un sonido pop-rap ocasional, y su canción "We Don't Play" tiene una influencia jamaicana completa con tambores de acero. 

## Discografía

### Álbumes de estudio
| Título                 | Detalles del álbum                                                                                    | Posiciones máximas          | Posiciones máximas         | Posiciones máximas | Posiciones máximas |
| Título                 | Detalles del álbum                                                                                    | US<br id="mwbA"><br>Christ. | US<br id="mwbw"><br>Gospel | US Heat.           |                    |
| ---------------------- | --- | --------------------------- | -------------------------- | ------------------ | ------------------ |
| Mental Releases        | - Lanzado en: 1 de agosto de 1995 - Discográfica: Gotee - Formato: CD, descarga digital               | —                           | —                          | —                  |                    |
| Factors of the Seven   | - Lanzado en: 3 de noviembre de 1998 - Discográfica: Gotee - Formato: CD, descarga digital            | —                           | —                          | —                  |                    |
| Grammatical Revolution | - Lanzado en: 16 de mayo de 1999 - Discográfica: Gotee - Formato: CD, descarga digital                | 39                          | —                          | —                  |                    |
| The Art of Translation | - Lanzado en: 13 de agosto de 2002 - Discográfica: Gotee - Formato: CD, descarga digital              | 16                          | —                          | —                  |                    |
| Dichotomy A            | - Lanzado en: 29 de junio de 2004 - Discográfica: Gotee - Formato: CD, descarga digital               | 12                          | —                          | 14                 |                    |
| Dichotomy B            | - Lanzado en: 2 de noviembre de 2004 - Discográfica: Gotee - Formato: CD, descarga digital            | 24                          | —                          | 38                 |                    |
| 7 (Seven)              | - Lanzado en: 7 de marzo de 2006 - Discográfica: Gotee - Formato: CD, descarga digital                | 49                          | 17                         | —                  |                    |
| Redemption             | - Lanzado en: 21 de noviembre de 2006 - Discográfica: Gotee - Formato: CD, descarga digital           | —                           | 13                         | —                  |                    |
| Reiterate              | - Lanzado en: 30 de septiembre de 2008 - Discográfica: Revolution Art - Formato: CD, descarga digital | —                           | 16                         | —                  |                    |
| Quarantine             | - Lanzado en: 10 de agosto de 2010 - Discográfica: Revolution Art - Formato: CD, descarga digital     | —                           | 37                         | —                  |                    |
| Saints & Sinners       | - Lanzado en: 23 de junio de 2017 - Discográfica: Revolution Art - Formato: CD, descarga digital      | —                           | —                          | —                  |                    |

### EP
| Información del álbum                                                                     |
| ----------------------------------------------------------------------------------------- |
| Ooh Ahh EP - Lanzamiento: 2003 - Sello: Gotee - single: cuatro versiones de una canción   |
| Heeyy EP - Lanzamiento: 2006 - Sello: Gotee - Tres pistas: dos remixes y una vista previa |

### Álbumes remezclados
| Información del álbum                                                                  |
| -------------------------------------------------------------------------------------- |
| The Art of Transformation - Lanzamiento: 1 de enero de 2004 - Sello: Gotee / AudioGoat |

## Sencillos

### Como artista principal
| Año  | Título                                                          | Posiciones máximas   | Posiciones máximas       | Posiciones máximas  | Certificaciones | Álbum                  |
| Año  | Título                                                          | US Christ. Streaming | US Christ. Digital Sales | US Gospel Streaming | Certificaciones | Álbum                  |
| ---- | --------------------------------------------------------------- | -------------------- | ------------------------ | ------------------- | --------------- | ---------------------- |
| 1995 | "Set Ya Mind At Ease"                                           | —                    | —                        | —                   |                 | Mental Releases        |
| 1998 | "What Be Goin' Down"                                            | —                    | —                        | —                   |                 | Factors of the Seven   |
| 1998 | "Alcoholic Plagiarism"                                          | —                    | —                        | —                   |                 | Factors of the Seven   |
| 1998 | "Hopes & Dreams" (featuring Joy Danille Kimmey and Knowdaverbs) | —                    | —                        | —                   |                 | Factors of the Seven   |
| 1999 | "They All Fall Down"                                            | —                    | —                        | —                   |                 | Grammatical Revolution |
| 2002 | "Here We Go"                                                    | —                    | —                        | —                   |                 | The Art of Translation |
| 2002 | "Ooh Ahh" (featuring TobyMac)                                   | 5                    | 1                        | 3                   | - RIAA: Platino | The Art of Translation |
| 2004 | "Hittin' Curves"                                                | —                    | —                        | —                   |                 | Dichotomy A            |
| 2004 | "High"                                                          | —                    | —                        | —                   |                 | Dichotomy A            |
| 2004 | "We Don't Play" (featuring Manchild)                            | —                    | —                        | —                   |                 | Dichotomy B            |
| 2006 | "If I..."                                                       | —                    | —                        | —                   |                 | GRITS 7                |
| 2006 | "We Workin"                                                     | —                    | —                        | —                   |                 | Redemption             |
| 2006 | "Heeyy"                                                         | —                    | —                        | —                   |                 | Redemption             |
| 2006 | "Ambitions" (featuring Canibus)                                 | —                    | —                        | —                   |                 | Redemption             |
| 2006 | "You Said" (featuring Pigeon John and Btwice)                   | —                    | —                        | —                   |                 | Redemption             |
| 2006 | "Open Bar" (featuring Pigeon John)                              | —                    | —                        | —                   |                 | Redemption             |
| 2008 | "Fly Away" (featuring Mac Powell)                               | —                    | —                        | —                   |                 | Reiterate              |
| 2008 | "Beautiful Morning" (featuring Pigeon John)                     | —                    | —                        | —                   |                 | Reiterate              |
| 2008 | "Say Goodbye" (featuring TobyMac and Jade)                      | —                    | —                        | —                   |                 | Reiterate              |
| 2010 | "Different Drum" (featuring Verbs)                              | —                    | —                        | —                   |                 | Quarantine             |

## Otras canciones
- With or Without You - In The Name Of Love: Artists United For Africa
- Wedding Celebration - !Hero

### Vinilo
- The Art of Translation (Sencillo) (2002)
- They All Fall Down (Redneck Remix) (Sencillo) (2002)
- They Al Fall Down (Ruff Nation Remix) (Sencillo) (2002)
- Ima Showem (Sencillo) (1999)
- Instrumentals 1 (1999)
- Instrumentals 2 (1999)
- Instrumentals 3 (1999)
- They All Fall Down (Original) (Sencillo) (1999)
- Factors of the Seven (canción) (1997)

### Artistas invitados
- Manchild - "We Don't Play"
- Jennifer Knapp- "Believe" (Dove Award como Rap/Hip Hop cancnión del año)
- TobyMac- "Ooh Ahh"; "Say Goodbye"; "Don't Bring Me Down"; "Hey Now"
- Stefan the Scientist- "Hittin Curves"
- Pettidee- "I Be"
- Jason Eskridge- "I Try"
- Antonio Phelon- "Love Child"
- Lisa Kimmey- "It Takes Love"; "Shawty"; "Time To Pray"
- Iz- "Jay Mumbles Mega Mix" "Dusk Till Dawn"
- Pigeon John - "Open Bar"; "You Said"; "Beautiful Morning"
- Canibus - "Ambitions"
- KJ-52 - "Integrity"
- Mac Powell - "Fly Away"
- Michael Tait - "Fly Away (Remix)"
- Verbs - "U.S. Open"; "Hopes and Dreams"; "Gospel Rap; Parables"; "Strugglin'"; "C2K"; "Video Girl"; "Different Drum"
- Dan Haseltine - "Sky May Fall"
- Jade Harrell-"Turn it Up"; "Say Goodbye"; "Neverland"
- Brittany Waddell (Más conocida como Britt Nicole) "Rainy Days" "Soul Cry" "Right Back" "Dusk Till Dawn"

## Premios

### GMA Dove Awards
Han recibido varios Premios Dove por parte de la Asociación de Música Gospel a lo largo de su carrera. Su primer premio fue para una canción sobre plagio ("Plagiarism" de su álbum Factors of the Seven). Por esto, recibieron el premio a la mejor canción "Rap / Hip Hop Song". Al año siguiente obtuvieron el mismo premio por "They All Fall Down", de Grammatical Revolution. En 2003, The Art Of Translation ganó el premio por "Rap / Hip Hop Album", y al año siguiente su canción "Believe" del mismo álbum tomó "Rap / Hip Hop Song". También compartieron en el "Special Event Album" ese año, por su contribución a Hero The Rock Opera.
| Year | Award                                                       | Result   |
| ---- | ----------------------------------------------------------- | -------- |
| 2005 | Rap/Hip-Hop Recorded Song of the Year ("Hittin' Curves")    | Ganador  |
| 2006 | Rap/Hip-Hop Recorded Song of the Year ("We Don't Play")     | Nominado |
| 2006 | Rap/Hip-Hop Album of the Year (Dichotomy B)                 | Nominado |
| 2008 | Rap/Hip-Hop Recorded Song of the Year ("Open Bar")          | Nominado |
| 2008 | Rap/Hip-Hop Album of the Year (Redemption]])                | Nominado |
| 2009 | Rap/Hip-Hop Recorded Song of the Year ("Beautiful Morning") | Nominado |
| 2009 | Rap/Hip-Hop Album of the Year (Reiterate)                   | Nominado |
| 2010 | Rap/Hip-Hop Album of the Year (Reiterate)                   | Nominado |

### Otros premios
Fueron nominados como intérpretes de rap / hip hop del año en el Visionary Awards Show 2009 (celebrado en la Primera Iglesia Bautista en Frisco, Texas). Sin embargo, el premio fue para el dúo cristiano de rap "Word of Mouth"